# Гідрія

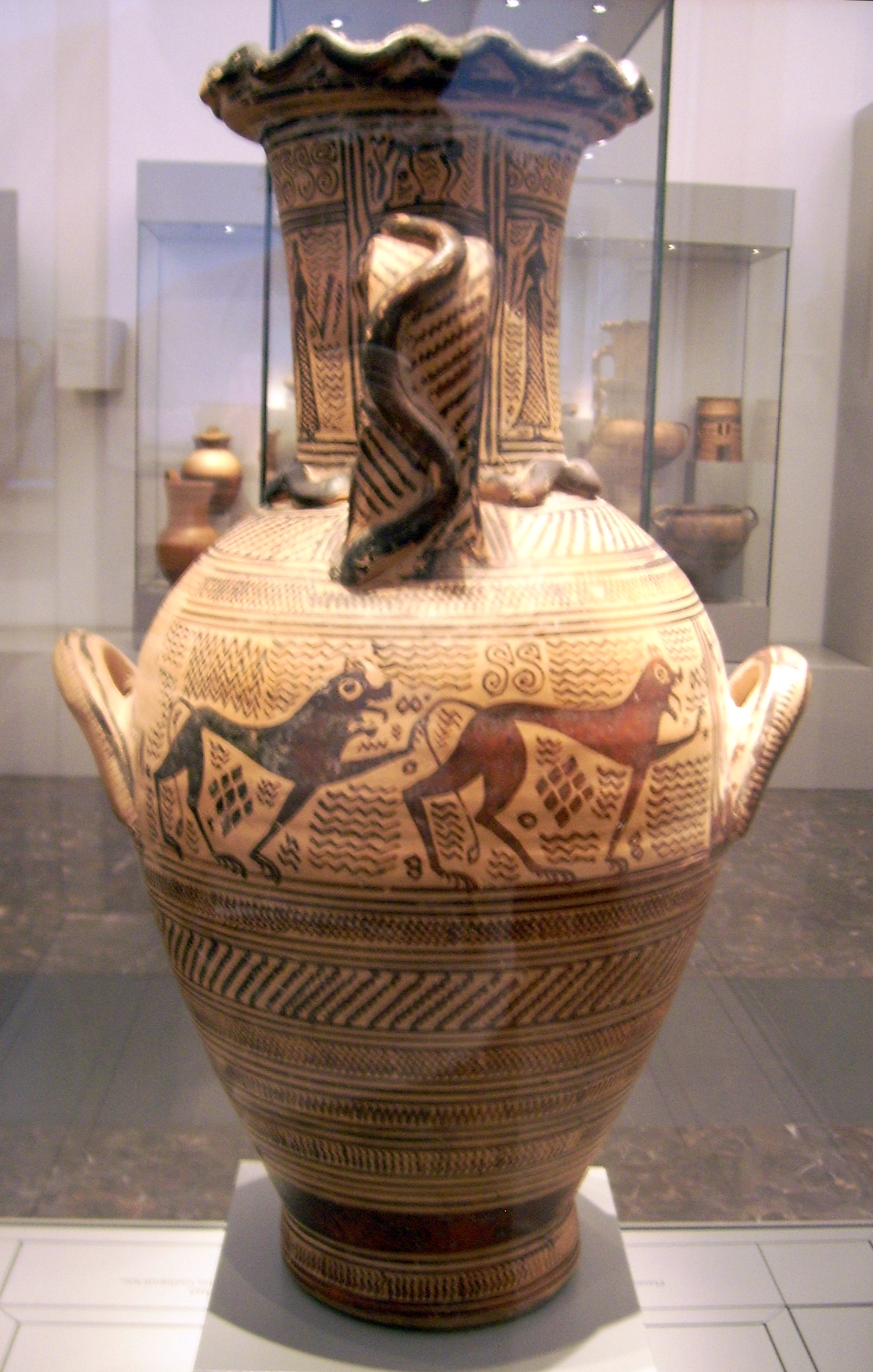
Гідрія роботи Вазописця Месогенії

Гідрія (грец. υδρία), також кальпіда (лат. kalpis, род. відм. kalpidis) — давньогрецька посудина з трьома ручками, дві з яких менші за третю, приставлені горизонтально з обох боків корпусу посудини і слугували для того, аби притримувати посудину під час перенесення на голові. Третя, довга ручка, прикріплена вертикально до шийки гідрії, допомагала нахиляти посудину, виливаючи з неї воду.
Мініатюрні гідрії отримали назву гідриск (υδρίσκος чи υδρίσκη).